# Four Chords & Several Years Ago – The Concert
Four Chords & Several Years Ago – The Concert ist der am 5. Dezember (USA: 1. November) 1994 erschienene Konzertmitschnitt der US-amerikanischen Band Huey Lewis & the News.

## Hintergrund
Huey Lewis & The News hatten im Mai 1994 ein Coveralbum mit dem Titel Four Chords & Several Years Ago veröffentlicht, das ausschließlich klassische Rhythm-and-Blues-Titel enthielt. Der in Chicago ansässige Radiosender WTTW produzierte im Anschluss an die Veröffentlichung ein Konzertvideo mit der Gruppe, bei dem die Band neben einigen ihrer Hits wie The Power of Love oder The Heart of Rock & Roll vor allem Titel aus der Hochzeit des Rhythm and Blues spielte.
Dabei verwendete sie nicht nur Titel, die sie zuvor für das Album aufgenommen hatte, sondern erweiterte das Set um einige andere Lieder wie beispielsweise Personality oder I Thank You. Als Gastmusiker traten dabei Lloyd Price und Sam Moore mit der Gruppe auf.
Zusätzlich zu den Konzertelementen enthielt die Verkaufsfassung des Videos kurze Interviewsegmente mit Sänger und Bandleader Huey Lewis, in denen er sich zu den Hintergründen und zur Geschichte des Rhythm and Blues äußerte. Außerdem befand sich das Musikvideo zum Titel But It’s Alright auf der Kassette.

## Titelliste
| Nr. | Titel                           | Gastmusiker            | Länge |
| --- | ------------------------------- | ---------------------- | ----- |
| 1.  | The Heart of Rock & Roll        |                        |       |
| 2.  | Stagger Lee                     |                        |       |
| 3.  | Blue Monday                     |                        |       |
| 4.  | (She’s) Some Kind of Wonderful  |                        |       |
| 5.  | I Thank You                     | Sam Moore              |       |
| 6.  | Little Bitty Pretty One         |                        |       |
| 7.  | Good Morning Little School Girl |                        |       |
| 8.  | Shake, Rattle and Roll          |                        |       |
| 9.  | Searching for My Love           |                        |       |
| 10. | Personality                     | Lloyd Price            |       |
| 11. | Just Because                    | Lloyd Price            |       |
| 12. | The Power of Love               |                        |       |
| 13. | I Want a New Drug               |                        |       |
| 14. | Function at the Junction        |                        |       |
| 15. | But It’s Alright                |                        |       |
| 16. | Better to Have and Not Need     | Sam Moore, Lloyd Price |       |